# Sucha Beskidzka
Sucha Beskidzka (antes de 1965 Sucha) es una ciudad del sur de Polonia con 9750 habitantes (2004). Está situada en el Voivodato de Pequeña Polonia a orillas de los ríos Skawa y Stryszawka.

## Personalidades
- Billy Wilder (1906-2002), director de cine.